# 各務華梨
各務 華梨（かがみ かりん、1999年9月19日 - ）は、日本の女性声優。アメリカ合衆国・カリフォルニア州アーバイン生まれ、愛知県出身。株式会社アリア・エンターテインメント 芸能部S所属。

## 来歴・人物
幼少期に観たアニメや、YouTubeで配信されていた「デ・ジ・キャラット声優オーディション」に影響されて声優業を志すようになる。
2019年2月に開催された「S・響・エースクルー合同オーディション2019」にて株式会社S枠で合格し、Sに所属する。
「シエラ」のミドルネームを持つ。シエラネバダ山脈から由来している。

## 出演
太字はメインキャラクター。

### テレビアニメ
2019年
- ACTORS -Songs Connection-（学生）

2020年
- BanG Dream! 3rd Season（観客）
- D4DJ（2020年 - 2023年、明石真秀） - 2シリーズ+特別編 / 英語吹き替え版も担当

2021年
- ぷっちみく♪ D4DJ Petit Mix（明石真秀）
- カードファイト!! ヴァンガード overDress（2021年 - 2025年、アカネ、羽根山ウララ） - 6シリーズ / 英語吹き替え版も担当

2022年
- ラブライブ!虹ヶ咲学園スクールアイドル同好会（歩夢のファン）

2024年
- ラブライブ!スーパースター!!

### 劇場アニメ
- フラ・フラダンス（2021年、環奈の後輩）

### OVA
- ラブライブ!虹ヶ咲学園スクールアイドル同好会 NEXT SKY（2023年、ペネロペ）

### Webアニメ
- Webアニメ『D4DJ』シリーズ（明石真秀）

### ゲーム
2020年
- D4DJ Groovy Mix（明石真秀）

2023年
- アズールレーン (グアム)

2025年
- アークナイツ（スズラン（英語ボイス））

### ドラマCD
- うたの☆プリンセスさまっ♪BACK to the IDOL ドラマCD「Queen’s Halloween party!」（2023年、双星きらら）
- 鬼の陰陽師（2024年、火鞠[12]） - クラウドファンディング返礼品
- Happy Around! 5th LIVE Happy×2 Around! Specialドラマ後編（明石真秀[13]）

### パチンコ・パチスロ
- L D4DJ Pachi-Slot Mix（2024年、明石真秀[14]）
- スマスロ 翔べ！ハーレムエース（2025年、パイ[15]）

### ボイスドラマ
- Happy Around! 5th LIVE「Happy×2 Around!」Specialドラマ（2025年、明石真秀[16]）

### 舞台
- 舞台『トワツガイ』（2023年6月16日 - 25日、サンシャイン劇場） - スズメ 役 [17]
  - 舞台『トワツガイ Ⅱ』（2024年7月18日 - 23日、大手町三井ホール） [18]

- 朗読劇『シアター』（2023年9月20日 - 24日、BOX in BOX THEATER）
- 舞台『マジでトキメけ⭐︎少女たち!!〜ホシのミライ〜 』（2023年11月8日）
- 朗読劇『シアター』再演（2024年5月15日 - 26日　シアター風姿花伝)　黒瀬涼華 役
- 朗読劇『夢から醒めない夢を見よ。』（2024年9月16日、シアター・アルファ東京）[19]
- 朗読劇『KAWAII偶像パラドキシカル』（2025年7月30日 - 8月3日、CBGKシブゲキ!!）
- 舞台『草野球リバーサル〜人生逆転草野球〜』（2025年8月28日 - 31日、武蔵野芸能劇場）- リーディングキャスト[20]
- 歌劇『千本桜～令和間引刻～』（2025年10月30日 - 11月3日、こくみん共済 coop ホール／スペース・ゼロ）- 柘榴 役

### テレビ番組
- D4DJ Happy Around! の課外活動報告（2022年10月7日 - 、TOKYO MX、BS日テレ）

### ラジオ
- D4DJ presents Happy Around!のぐるぐる RADIO TIME!!（2020年 - 2021年、TOKYO FM、HiBiKi Radio Station※）
- D4DJ ぐるぐる RADIO TIME!!-陽葉学園放送室-（2021年、TOKYO FM、HiBiKi Radio Station※）
- D4DJ presents アニソン・ブレイク!!!!（2022年 - 、TOKYO FM、HiBiKi Radio Station※）
- よりこのうたラジ（エフエム岩手）
- ちきゅうラジオ（NHKラジオ第一、2021年11月14日・2022年1月15日、堀口ミイナの代役として出演）[21][22][23][24]
- Happy Around!期間限定WEBラジオ「はぴ×２ラジオ」（2025年 -、）[25]

### 映像作品
- Happy Around!1st LIVE みんなにハピあれ♪（2021年〈2枚組〉）
- ブシロード15周年記念ライブ in ベルーナドーム / ミルキィホームズのサタデーナイトトークライブ Blu-ray（2023年）[26]
- Happy Around! Concept CD「ビッグでバンなアラウンド！」特典Blu-ray Happy Around!4th LIVE Happy presentation（2023年）

- Happy Around!5th Single「アバンチューールなサマーデーーイズ」特典Blu-ray 「TWO RHYTHM☆TOURISM」昼公演（2024年）[27]

### その他声優活動
- Reバース for you（2022年、猫ヶ洞青〈2代目〉[28]）
- うたの☆プリンセスさまっ♪BACK to the IDOL（SILENT QUEEN・双星きらら）
- D4DJシリーズ（Happy Arond!・明石真秀）

## ディスコグラフィ

### キャラクターソング
| 発売日   | 商品名                                                                                                   | 歌 | 楽曲 | 備考                                               |
| 2020年   | 2020年                                                                                                   | 2020年 | 2020年 | 2020年                                             |
| -------- | --- | --- | --- | -------------------------------------------------- |
| 1月29日  | Dig Delight!                                                                                             | Happy Around!                                                                                                 | 「Dig Delight!」 | 『D4DJ』関連曲                                     |
| 4月22日  | Direct Drive!                                                                                            | Happy Around!                                                                                                 | 「Direct Drive!」 | 『D4DJ』関連曲                                     |
| 6月24日  | Cosmic CoaSTAR                                                                                           | Happy Around!                                                                                                 | 「Cosmic CoaSTAR」 | 『D4DJ』関連曲                                     |
| 11月4日  | Happy Music♪                                                                                             | Happy Around!                                                                                                 | 「Happy Music♪」 「君にハピあれ♪」 | 『D4DJ』関連曲                                     |
| 2021年   | | | |                                                    |
| 1月20日  | D4DJ Groovy Mix カバートラックス vol.1                                                                   | Happy Around!                                                                                                 | 「恋愛レボリューション21」 「DAYS」 | ゲーム『D4DJ Groovy Mix』関連曲                    |
| 2月24日  | ぐるぐるDJ TURN!!                                                                                        | Happy Around! feat. KYOKO（愛美） & SAKI（紡木吏佐）                                                          | 「ぐるぐるDJ TURN!!」 | テレビアニメ『D4DJ First Mix』オープニングテーマ   |
| 2月24日  | ぐるぐるDJ TURN!!                                                                                        | Happy Around!                                                                                                 | 「ぐるぐるDJ TURN!!」 | テレビアニメ『D4DJ First Mix』関連曲               |
| 2月24日  | ぐるぐるDJ TURN!!                                                                                        | D4DJ ALL STARS                                                                                                | 「LOVE!HUG!GROOVY!!」 | ゲーム『D4DJ Groovy Mix』主題歌                    |
| 2月24日  | WOW WAR TONIGHT〜時には起こせよムーヴメント〜                                                            | Happy Around!                                                                                                 | 「気分上々↑↑」 | テレビアニメ『D4DJ First Mix』挿入歌               |
| 2月24日  | 「ぐるぐるDJ TURN!!」&「WOW WAR TONIGHT〜時には起こせよムーヴメント〜」同時購入特典CD Happy Around! Ver. | Happy Around!                                                                                                 | 「Happy Around Days」 「ぎぶみーAwesome!!!!」 「Make My Style」 | テレビアニメ『D4DJ First Mix』挿入歌               |
| 2月24日  | 「ぐるぐるDJ TURN!!」&「WOW WAR TONIGHT〜時には起こせよムーヴメント〜」同時購入特典CD Peaky P-key Ver.   | Happy Around!                                                                                                 | 「HONEST-happy a word-」 | テレビアニメ『D4DJ First Mix』挿入歌               |
| 2月24日  | 「ぐるぐるDJ TURN!!」&「WOW WAR TONIGHT〜時には起こせよムーヴメント〜」同時購入特典CD Photon Maiden Ver. | Happy Around!                                                                                                 | 「Brand New World」 | テレビアニメ『D4DJ First Mix』挿入歌               |
| 3月17日  | SHUFFLE HEART BEAT                                                                                       | Happy Around!                                                                                                 | 「SHUFFLE HEART BEAT」 「はぁ〜い☆FORTUNE!」 | 『D4DJ』関連曲                                     |
| 7月21日  | D4DJ Groovy Mix カバートラックス vol.2                                                                   | Happy Around!                                                                                                 | 「ココロオドル」 「行くぜっ！怪盗少女」 | ゲーム『D4DJ Groovy Mix』関連曲                    |
| 8月28日  | なんてカラフルな世界！[D4DJ Remix]                                                                       | D4DJ ALL STARS                                                                                                | 「なんてカラフルな世界！[D4DJ Remix]」 | ゲーム『D4DJ Groovy Mix』関連曲                    |
| 9月15日  | Hey! Be Ambitious!                                                                                       | Happy Around!                                                                                                 | 「Hey! Be Ambitious!」 「ひらけ！GO MY WAY★」 | 『D4DJ』関連曲                                     |
| 11月24日 | D4DJ 6ユニット3rd Single連動購入特典CD                                                                   | Happy Around! with KYOKO（愛美）、SAKI（紡木吏佐）、RIKA（平嶋夏海）、TSUBAKI（加藤里保菜）、MIYU（反田葉月） | 「ぷっちみくパーチナィ！」 | テレビアニメ『ぷっちみく♪ D4DJ Petit Mix』主題歌   |
| 11月24日 | D4DJ 6ユニット3rd Single連動購入特典CD                                                                   | D4DJ ALL STARS                                                                                                | 「ぷっちみくパーチナィ！」 | 『D4DJ』関連曲                                     |
| 11月24日 | D4DJ 6ユニット3rd Single連動購入特典CD A ver.                                                            | Happy Around!                                                                                                 | 「ぷっちみくパーチナィ！」 | 『D4DJ』関連曲                                     |
| 2022年   | | | |                                                    |
| 1月26日  | D4DJ Groovy Mix カバートラックス vol.3                                                                   | Happy Around!                                                                                                 | 「めざせポケモンマスター」 「学園天国」 | ゲーム『D4DJ Groovy Mix』関連曲                    |
| 1月26日  | D4DJ Groovy Mix カバートラックス vol.3                                                                   | Happy Around! feat. 犬寄しのぶ（高木美佑）                                                                    | 「ウルトラリラックス」 | ゲーム『D4DJ Groovy Mix』関連曲                    |
| 4月27日  | D4DJ Groovy Mix カバートラックス vol.4                                                                   | Happy Around!                                                                                                 | 「バラライカ」 「Help me, ERINNNNNN!!」 | ゲーム『D4DJ Groovy Mix』関連曲                    |
| 7月20日  | はぴあら★はぴあれ★はぴあられ A ver.                                                                      | Happy Around!                                                                                                 | 「ラフ・ダイヤ・マジック」 「ふるふる♡ハートふる」 「パノラマリウム」 「HAPPIEST☆DREAM」 「ひらけ！GO MY WAY★ (はぴあら★はぴあれ★はぴあられ Remix)」 | 『D4DJ』関連曲                                     |
| 7月20日  | はぴあら★はぴあれ★はぴあられ B ver.                                                                      | Happy Around!                                                                                                 | 「君にハピあれ♪ (はぴあら★はぴあれ★はぴあられ Remix)」 | 『D4DJ』関連曲                                     |
| 7月20日  | D4DJ Groovy Mix カバートラックス vol.5                                                                   | Happy Around!                                                                                                 | 「DIVE TO WORLD」 「Daydream café」 | ゲーム『D4DJ Groovy Mix』関連曲                    |
| 10月26日 | D4DJ Groovy Mix カバートラックス vol.6                                                                   | Happy Around!                                                                                                 | 「H-A-J-I-M-A-R-I-U-T-A-!!」 「PARTY☆NIGHT」 | ゲーム『D4DJ Groovy Mix』関連曲                    |
| 2023年   | | | |                                                    |
| 1月25日  | D4DJ Groovy Mix カバートラックス vol.7                                                                   | Happy Around!                                                                                                 | 「R.P.G.〜Rockin' Playing Game」 「ハッピー☆マテリアル」 | ゲーム『D4DJ Groovy Mix』関連曲                    |
| 3月15日  | Around and Around                                                                                        | Happy Around!                                                                                                 | 「Look at me♡」 | テレビアニメ『D4DJ All Mix』挿入歌                 |
| 5月17日  | シンガロング、プリーズ！                                                                                 | Happy Around!                                                                                                 | 「シンガロング、プリーズ！」 「Merry-Go-Around!♡」 | 『D4DJ』関連曲                                     |
| 7月12日  | D4DJ Groovy Mix カバートラックス vol.8                                                                   | Happy Around!                                                                                                 | 「ヒャダインのじょーじょーゆーじょー」 「Sparkling Daydream」 | ゲーム『D4DJ Groovy Mix』関連曲                    |
| 8月8日   | FIRST PROMISE                                                                                            | SILENT QUEEN                                                                                                  | 「FIRST PROMISE」 「Ceremony Q」 | 『うたの☆プリンセスさまっ♪BACK to the IDOL』関連曲 |
| 10月4日  | ビッグでバンなアラウンド！                                                                               | Happy Around!                                                                                                 | 「アトモスフィアラウンド」 「TRANCE TOURS」 「Cosmic CoaSTAR（ビッグでバンなアラウンド！ Remix）」 「Happy Music♪（Hello World Remix）」 | 『D4DJ』関連曲                                     |
| 10月18日 | Queen’s Halloween party!                                                                                 | SILENT QUEEN                                                                                                  | 「Queen of the Dark」 | 『うたの☆プリンセスさまっ♪BACK to the IDOL』関連曲 |
| 12月20日 | D4DJ EXCLUSIVE TRACKS                                                                                    | Happy Around!                                                                                                 | 「ぎぶみーAwesome!!!!（ver. 2023）」 「Make My Style（ver. 2023）」 「Brand New World（ver. 2023）」 | テレビアニメ『D4DJ First Mix』関連曲               |
| 12月20日 | D4DJ EXCLUSIVE TRACKS                                                                                    | Happy Around!×Peaky P-key                                                                                     | 「Peaky Around!!」 | テレビアニメ『D4DJ All Mix』挿入歌                 |
| 12月20日 | D4DJ EXCLUSIVE TRACKS                                                                                    | D4DJ ALL STARS                                                                                                | 「LOVE!HUG!GROOVY!! +nova」 | ゲーム『D4DJ Groovy Mix』関連曲                    |
| 2024年   | | | |                                                    |
| 2月20日  | QUEEN’S ROAD                                                                                             | SILENT QUEEN                                                                                                  | 「QUEEN’S ROAD」 「Echoes of Tears」 | 『うたの☆プリンセスさまっ♪BACK to the IDOL』関連曲 |
| 2月28日  | アバンチューールなサマーデーーイズ                                                                       | Happy Around!                                                                                                 | 「アバンチューールなサマーデーーイズ」 「モアドキッ」 | ゲーム『D4DJ Groovy Mix』関連曲                    |
| 4月24日  | D4DJ Groovy Mix カバートラックス vol.9                                                                   | Happy Around!                                                                                                 | 「エクストラ・マジック・アワー」 「ヒトリゴト」 | ゲーム『D4DJ Groovy Mix』関連曲                    |
| 5月22日  | D4DJ XROSS∞BEAT                                                                                          | Happy Around!×Lyrical Lily                                                                                    | 「世界の夜明けと半熟ワンダーランド」 | ゲーム『D4DJ Groovy Mix』関連曲                    |
| 5月22日  | D4DJ XROSS∞BEAT                                                                                          | Happy Around!×UniChØrd                                                                                        | 「バイタルサイン」 | ゲーム『D4DJ Groovy Mix』関連曲                    |
| 8月27日  | カミカクサレ                                                                                             | SILENT QUEEN                                                                                                  | 「カミカクサレ」 「Circulate Wish」 | 『うたの☆プリンセスさまっ♪BACK to the IDOL』関連曲 |
| 12月25日 | Are you Happy? I'm Happy!                                                                                | Happy Around!                                                                                                 | 「Dig Delight!（ver. 2024）」 「Direct Drive!（ver. 2024）」 「Happy Music♪（ver. 2024）」 「ぐるぐるDJ TURN!!（ver. 2024）」 「Happy Around Days（ver. 2024）」 「HONEST-happy a word-（ver. 2024）」 「Summer Wonder（ver. 2024）」 「パノラマリウム（ver. 2024）」 「HAPPIEST☆DREAM（ver. 2024）」 「仲良しのシリウス」 「カレーライスが大好き♡」 「君にハピあれ♪（ver. 2024）」 「Cosmic CoaSTAR（ver. 2024）」 「Feelin' Good-Day!!」 「Happy Melty Party」 「正解はひとつ!じゃない!!（Cover ver. 2024）」 | 『D4DJ』関連曲                                     |
| 12月25日 | Are you Happy? I'm Happy!                                                                                | 明石真秀（各務華梨）                                                                                          | 「Fantastic future」 | 『D4DJ』関連曲                                     |
| 2025年   | | | |                                                    |
| 3月5日   | SUPERSTAR                                                                                                | Happy Around!・Peaky P-key・Photon Maiden・Merm4id・燐舞曲・Lyrical Lily・UniChØrd                            | 「SUPERSTAR」 | ゲーム『D4DJ Groovy Mix』関連曲                    |
| 3月5日   | D4DJ Groovy Mix カバートラックス Extra Edition Happy Around!                                             | Happy Around!                                                                                                 | 「Yes! BanG_Dream!」 「熱風海陸ブシロード 〜熱き咆哮〜」 | ゲーム『D4DJ Groovy Mix』関連曲                    |

### シリーズ一覧
1. ↑  第1期『First Mix』（2020年 - 2021年）、特別編『Double Mix』（2022年）、第2期『All Mix』（2023年）
2. ↑  Season1（2021年）、Season2（2021年）、続編『will+Dress』Season1（2022年）、続編『will+Dress』Season2（2023年）、続編『will+Dress』Season3（2023年）、続編『Divinez』デラックス編（2025年）

### ユニットメンバー
1. 1 2 3 4 5 6 7 8 9 10 11 12  愛本りんく（西尾夕香）、明石真秀（各務華梨）、大鳴門むに（三村遙佳）、渡月麗（志崎樺音）
2. 1 2 3  愛本りんく（西尾夕香）、明石真秀（各務華梨）、大鳴門むに（三村遙佳）、渡月麗（志崎樺音）、山手響子（愛美）、犬寄しのぶ（高木美佑）、笹子・ジェニファー・由香（小泉萌香）、清水絵空（倉知玲鳳）、出雲咲姫（紡木吏佐）、新島衣舞紀（前島亜美）、花巻乙和（岩田陽葵）、福島ノア（佐藤日向）、瀬戸リカ（平嶋夏海）、水島茉莉花（岡田夢以）、日高さおり（葉月ひまり）、松山ダリア（根岸愛）、青柳椿（加藤里保菜）、月見山渚（大塚紗英）、矢野緋彩（もものはるな）、三宅葵依（つんこ）、桜田美夢（反田葉月）、春日春奈（進藤あまね）、白鳥胡桃（深川瑠華）、竹下みいこ（渡瀬結月）
3. 1 2 3 4 5 6 7 8 9 10  愛本りんく（西尾夕香）、明石真秀（各務華梨）、大鳴門むに（三村遙佳）、渡月麗（入江麻衣子）
4. 1 2 3 4  白鳥風香（鈴木杏奈）、双星きらら（各務華梨）、双星すばる（安雪璃）
5. 1 2  山手響子（愛美）、犬寄しのぶ（高木美佑）、笹子・ジェニファー・由香（小泉萌香）、清水絵空（倉知玲鳳）
6. ↑  愛本りんく（西尾夕香）、明石真秀（各務華梨）、大鳴門むに（三村遙佳）、渡月麗（入江麻衣子）、山手響子（愛美）、犬寄しのぶ（高木美佑）、笹子・ジェニファー・由香（小泉萌香）、清水絵空（倉知玲鳳）、出雲咲姫（紡木吏佐）、新島衣舞紀（七木奏音）、花巻乙和（岩田陽葵）、福島ノア（佐藤日向）、瀬戸リカ（平嶋夏海）、水島茉莉花（岡田夢以）、日高さおり（葉月ひまり）、松山ダリア（根岸愛）、青柳椿（加藤里保菜）、月見山渚（大塚紗英）、矢野緋彩（もものはるな）、三宅葵依（つんこ）、桜田美夢（反田葉月）、春日春奈（進藤あまね）、白鳥胡桃（深川瑠華）、竹下みいこ（渡瀬結月）、海原ミチル（小岩井ことり）、一星ルミナ（高橋花林）、四ノ宮心愛（由良朱合）、天堂はやて（天麻ゆうき）、ネオ（May'n）、ソフィア（相坂優歌）、エルシィ（鷲見友美ジェナ）、ヴェロニカ（山田美鈴）
7. 1 2  桜田美夢（反田葉月）、春日春奈（進藤あまね）、白鳥胡桃（深川瑠華）、竹下みいこ（渡瀬結月）
8. 1 2  海原ミチル（小岩井ことり）、一星ルミナ（高橋花林）、四ノ宮心愛（由良朱合）、天堂はやて（天麻ゆうき）
9. ↑  出雲咲姫（紡木吏佐）、新島衣舞紀（七木奏音）、花巻乙和（岩田陽葵）、福島ノア（佐藤日向）
10. ↑  瀬戸リカ（平嶋夏海）、水島茉莉花（岡田夢以）、日高さおり（葉月ひまり）、松山ダリア（根岸愛）
11. ↑  青柳椿（加藤里保菜）、月見山渚（大塚紗英）、矢野緋彩（もものはるな）、三宅葵依（つんこ）